# Lilia Skala
Lilia Skala (* 28. November 1896 in Wien, Österreich; † 18. Dezember 1994 auf Long Island, New York), geboren als Lilia Sofer, war eine österreichisch-amerikanische Film- und Theaterschauspielerin.

## Leben
Geboren und aufgewachsen in Wien besuchte Skala die Technische Universität Dresden, da ihr erster Berufswunsch war, Architektin zu werden. Nicht umsonst hatte Skala lange Zeit den Ruf, Österreichs Erste Architektin zu sein.
Bald darauf lernte sie jedoch Max Reinhardt kennen, der ihr eigentliches Talent, die Schauspielerei, erkannte, sie in sein Schauspielensemble aufnahm und auch förderte. Zwischen 1931 und 1937 wirkte sie in sechs Spielfilmen mit, so unter anderem 1936 in Mädchenpensionat unter der Regie von Géza von Bolváry.
Sie heiratete Anfang der 1930er Jahre Erik Skala, einen Juden; beide bekamen zwei gemeinsame Söhne. Erik Skala, der kurz nach dem Anschluss von den Nationalsozialisten interniert wurde, wurde nur deshalb entlassen, weil Lilia Skala die Wachen mit Zigaretten bestechen konnte. Ihrem Mann gelang die Flucht über die Grenze, dennoch war er gezwungen, zunächst Frau und Kinder in Österreich zurückzulassen. Später gelang auch Lilia Skala mit ihren Kindern die Flucht aus Österreich; die Familie wurde in England wiedervereint und emigrierte 1939, mittellos, in die USA.
Hier musste Skala, die in Österreich und zum Teil auch Deutschland ein gefeierter Bühnen- und Filmstar war, wieder ganz von vorne beginnen und nahm Gelegenheitsjobs wahr, um die Familie zu ernähren. Doch durch ihr Talent, die Englische Sprache rasch zu erlernen, schaffte sie es auch in den USA, zunächst am Broadway und später auch bei Film und Fernsehen, Fuß zu fassen.
Ihr bekanntester Film sollte das 1963 produzierte Drama Lilien auf dem Felde sein; für ihre Darstellung der Oberin Maria wurde sie 1964 sowohl für den Golden Globe als auch für den Oscar in der Kategorie Beste Nebendarstellerin nominiert. Ein weiterer bekannter Film in Skalas Karriere war Flashdance, 1983 produziert.
Lilia Skala drehte bis ins hohe Alter Filme und stand auf der Bühne. Ihr letzter Film war der 1991 produzierte Thriller Mann mit Ehre – Du achtest nur, was du fürchtest, bei dessen Produktion Skala bereits 95 Jahre alt war.

## Filmografie (Auswahl)
- 1931: Purpur und Waschblau
- 1932: Man braucht kein Geld
- 1933: Madame wünscht keine Kinder
- 1936: Mädchenpensionat
- 1936: Blumen aus Nizza
- 1937: Die unentschuldigte Stunde
- 1953: Madame macht Geschichte(n) (Call Me Madam)
- 1961, 1962: Gnadenlose Stadt (Naked City, Fernsehserie, 2 Folgen)
- 1963: Lilien auf dem Felde (Lilies of the Field)
- 1965: Das Narrenschiff (Ship of Fools)
- 1967: Ein beinah tödlicher Fall (Ironside, Fernsehfilm)
- 1967: Caprice
- 1968: Charly
- 1968: Der Chef (Ironside, Fernsehserie, 2 Folgen)
- 1969: Green Acres (Fernsehserie, 2 Folgen)
- 1975: Eiskalt (Deadly Hero)
- 1977: Der Tanzpalast (Roseland)
- 1979: Hallo Baby! (Sooner or Later, Fernsehfilm)
- 1979: Land meines Herzens (Heartland)
- 1981: Das Erwachen (The End of August)
- 1983: Flashdance
- 1983: Das letzte Testament (Testament)
- 1987: Haus der Spiele (House of Games)
- 1991: Mann mit Ehre – Du achtest nur, was du fürchtest (Men of Respect)

## Auszeichnungen
- 1964: Oscar-Nominierung: Beste Nebendarstellerin, für: Lilien auf dem Felde
- 1964: Golden-Globe-Nominierung: Beste Nebendarstellerin, für: Lilien auf dem Felde
- 1976: Emmy-Nominierung: Beste Nebendarstellerin, für: Eleanor and Franklin (TV)
- 1978: Golden-Globe-Nominierung: Beste Nebendarstellerin, für: Der Tanzpalast